# 英國國籍法與香港
英國國籍法與香港的關係始自1842年、1860年及1898年滿清先後簽訂《南京條約》、《北京条约》與《展拓香港界址專條》割讓香港島、九龍半島以及租借新界予英國，成為英國殖民地，至香港主權移交之後（即1997年7月1日）。香港成為英國殖民地之初，凡在香港出生者皆英籍人士，但隨着殖民地移民湧入英國，以及香港主權問題進入議程，英國國籍法曾經歷多番變動，其中不少影響到香港，使香港人的公民身份問題變得獨特和複雜。1980年代，英國因應香港主權問題而推出英國國民（海外）身份，並不賦予持有人任何英國居留權，惟可使其在主權移交後仍然與英國保持某種關係，在2021年1月31日後可以此身份申請居留英國。

## 開埠至1984年
根據英格蘭法律普通法，公民身份是可以天生賦予的，這是因為理論上，在英國領土出生者，生而得到英國君主的庇蔭，對君主產生「恩義的感激之情」（debt of gratitude），從而對其建立起「自然而生的忠誠」（natural allegiance）。而根據屬地主義（jus soli），在英國領土（包括自治領或直轄殖民地）出生的人，都會被視作英國出生的人。因此，隨着英國領土的擴張，英籍人士已不限於指生於英國本土的人，而是生於整個大英帝國以內的人。反之，原居於大英帝國領土的人（出生時當地還不屬於英國治理）卻沒有歸化入籍的途徑，而有關問題一直到1844年、1847年和1870年的《入籍法令》通過後才得以解決。 
由此觀之，凡自1842年起於香港出生者都是英國臣民。當然，這裡指的香港是就英國實際管治範圍而論，例如英國在1898年租借新界以前，凡在當地租借前出生者，都不具備生而成為英國臣民的資格。
自《1847年外國人入籍法令》生效以後，原先只適用於英國本土的《1844年入籍法令》，其適用範圍擴展至所有的英國領土及殖民地。另外，1847年的法令除了使入籍英國可行外，同時又通過容許外籍女性透過與英國臣民結婚，從而取得英國臣民身份。

### 1914年英國國籍及外國人身份法令
自《1914年英國國籍及外國人身份法令》在1915年1月1日生效後，有關英國國籍的法律首次有成文規定。除此以外，法令並沒有重大的變革，但法令表明香港是「英皇陛下領土」的一部份，意味與香港有關的人士可獲得英國臣民身份。

### 香港日佔時期
在第二次世界大戰期間，香港自1941年12月25日至1945年8月15日淪陷期是為日佔時期。然而，除了父親是「敵國子民」（與日本臣民結婚）外，擁有英國國籍身份的香港人，其身份沒有因日治時期而喪失或改變。 二戰以後，《1948年英國國籍法令》對在淪陷區出生者的國籍身份作出定義。當中，法令賦予他們英國公民身份，但父親為敵國子民，同時又出生於淪陷區內的人士則被加以排除。

### 1948年英國國籍法令
1948年，英聯邦國家的政府首長召開會議，並達成共識，對英聯邦內的國籍法進行大幅變革。當中，會議決定英國與各自治領土將各自執行屬於自己國家的公民身份，但共同保留英國臣民身份，作為帝國的共同記認。而英國的《1948年英國國籍法令》新設了「聯合王國及殖民地公民」（Citizen of the United Kingdom and Colonies，簡稱CUKC）身份，凡與英國本土或其仍擁有的殖民地有緊密關係（例如在當地出生或擁有當地血統）的英國臣民，皆可取得此公民身份。另外，法令又規定英國臣民之別稱為英聯邦公民。
此法令在1949年1月1日起生效，據規定，任何人在當日或當日起生於「聯合王國或殖民地」，都是CUKC。至於任何在1949年12月31日已經擁有英國臣民身份者，都可以辦理聲明書而成為CUKC。辦理有關聲明書的手續原定於1949年12月31日截止，但後來經《1959年英國國籍法令》而延長至1962年12月31日。
此後，在1958年、1964年和1965年通過的《英國國籍法令》，亦曾對申領聯合王國及殖民地公民的資格作出微量的修訂。

### 1962年、1968年、1971年英聯邦入境法令
在《1962年英聯邦入境法令》生效以前，所有英聯邦公民都可以自由地進入或定居於英國。然而，針對1960代大批來自前非洲及亞洲殖民地的人士湧入英國定居，英國先後通過了《1962年英聯邦入境法令》及《1968年英聯邦入境法令》，收緊聯合王國及殖民地公民入境或定居於英國本土及其外島（包括海峽群島及曼島）的權利。自《1971年入境法令》於1973年1月1日生效後，英國居留權（或稱“居英權”）的概念首次被引入。根據有關法令，CUKC和英聯邦公民只有在自己、配偶、父母或祖父母與英國或其外島具有關係時，方才擁有居英權。這個措施罕有地使來自包括香港在內的海外領土的國民喪失自由進入英國本土的權利，而英國政府也認為有關法令僅可以臨時解決移民潮問題，最終造就了變革甚鉅的《1981年英國國籍法令》。
所以，早在1984年《中英聯合聲明》簽署以前，英國已通過上述的各條法令，對香港的入境政策不斷收緊。

### 1981年英國國籍法令

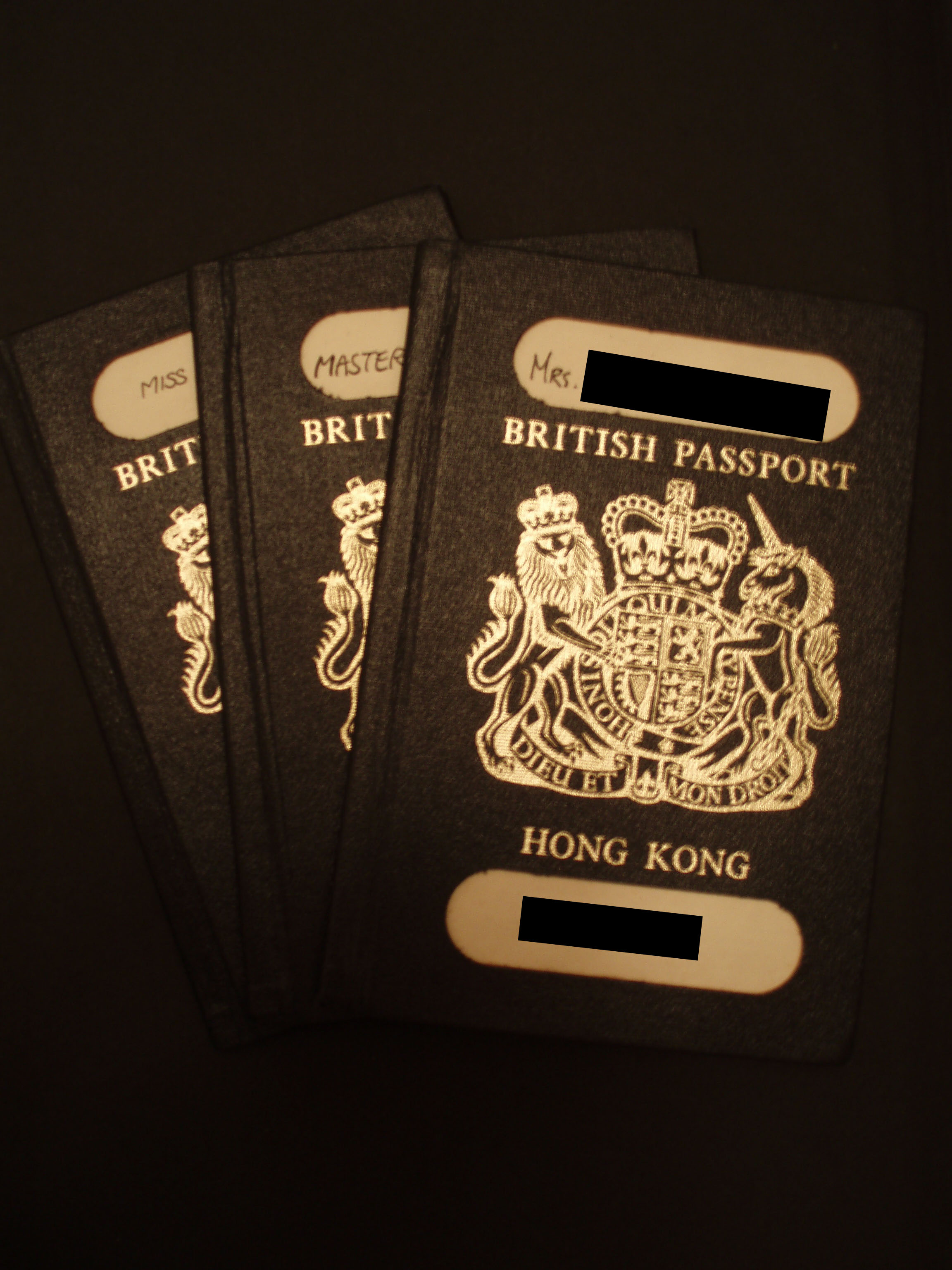
香港主權移交前用的英國屬土公民護照。

《1981年英國國籍法令》是一條影響重大的法令，因為它不單止創設數類英國公民身份，同時又對英國殖民地類別進行重新命名。該法令將所有英國擁有的殖民地悉數命名為英國屬土。此法令同時廢除了聯合王國及殖民地公民（CUKC）身份，取以代之以三個在1983年1月1日生效的公民身份：
- 英國公民（英國和英國皇家屬地的居民）
- 英國屬土公民（簡稱BDTC，為直轄殖民地而設）
- 英國海外公民（簡稱BOC，一種不能繼承的國籍，為不能成為英國公民、英國屬土公民或其他國家的國民者而設）

法例規定所有憑香港關係取得聯合王國及殖民地公民身份，又或者在1983年1月1日或以後在香港出生的人士，皆成為英國屬土公民。另法例又訂明，英國國籍不能透過血統的關係，自動繼承予生於英國以外或其屬土的人士。

## 中英聯合聲明以後
1970年代末，隨着新界租期將在約20年後屆滿，中、英政府開始就香港前途展開談判。1984年12月19日，雙方代表簽署《中英聯合聲明》以後，香港前途塵埃落定，香港主權將於1997年7月1日移交中華人民共和國。該聲明提出兩國將展開一系列的談判，以確保香港主權順利移交。對於主權移交的消息，當時普遍使香港人對前途感到擔憂。為了有效控制香港人移民到英國及其他地方，以及增強香港人對香港前途的信心，一系列針對香港居民的《英國國籍法令》遂自1985年起陸續制定。
在聯合聲明簽署後，當時擁有英國屬土公民身份的香港人大約有350萬名，另外大約有200萬香港人應具資格申請為英國屬土公民。在主權移交以後，他們將會失去上述身份，並完全地成為中國公民。當時香港人口超過500萬，是眾英國屬土中最多的。儘管受到英國國籍法制約，不少條件較好的香港人在1980至1990年代陸續移居海外。

### 1985年香港法令
《1985年香港法令》制定了一款名為英國國民（海外）（British National (Overseas)，簡稱BN(O)）的新英國國籍，專門讓香港的英國屬土公民申請，而任何有意申請的香港英國屬土公民，都可以取得這種（不可轉換）的英國國民（海外）身份。
此1985年的法令後來經英國樞密院制定的《1986年香港（英國國籍）令》而生效。當中的第4（1）款確認，在1987年7月1日及以後，英國將推出一類新的英國國籍，國籍持有人將叫作英國國民（海外）。而根據第4（2）款，與香港有關聯的成年人及未成年人將有權透過「登記」的程序申請取得英國國民（海外）身份。
鑑於任何強制及自動的程序將違反《中英聯合聲明》中英國備忘錄第一段「有資格保留某種適當地位」的字眼，取得英國國民（海外）身份是一個非自動和非強制的程序，任何人都不可以因為在香港出生、透過血統或強制的途徑自動取得。任何合資格的申請者須填妥英國當局提供的表格申請，並且經內政大臣正式登記及批准，才能正式取得英國國民（海外）身份。之所以有如此安排，是因為，如任何人在1997年7月1日前未能成功登記取得英國國民（海外）身份，同時又在1997年7月1日起成為無國籍人士的話，他們將根據《1986年香港（英國國籍）令》第6（1）款，自動成為英國海外公民。英國國民（海外）身份的申請已經在1997年截止。
英國國民（海外）屬於英聯邦公民，因此他們在英國可享有絕大部份公民權利，但不自動獲得英國居留權。此外，如果他們有意在英國留學，他們亦有資格免費申請居留許可證。英國國民（海外）身份有別於其他不具公民身份的英國國籍（如英籍人士及受英國保護人士），有關身份的持有人一旦成為其他國家的公民，也不會自動失去此身份。不過，英國政府表明，持有英國國民（海外）身份的華人並不可於中國內地、香港及澳門享有領事保護。

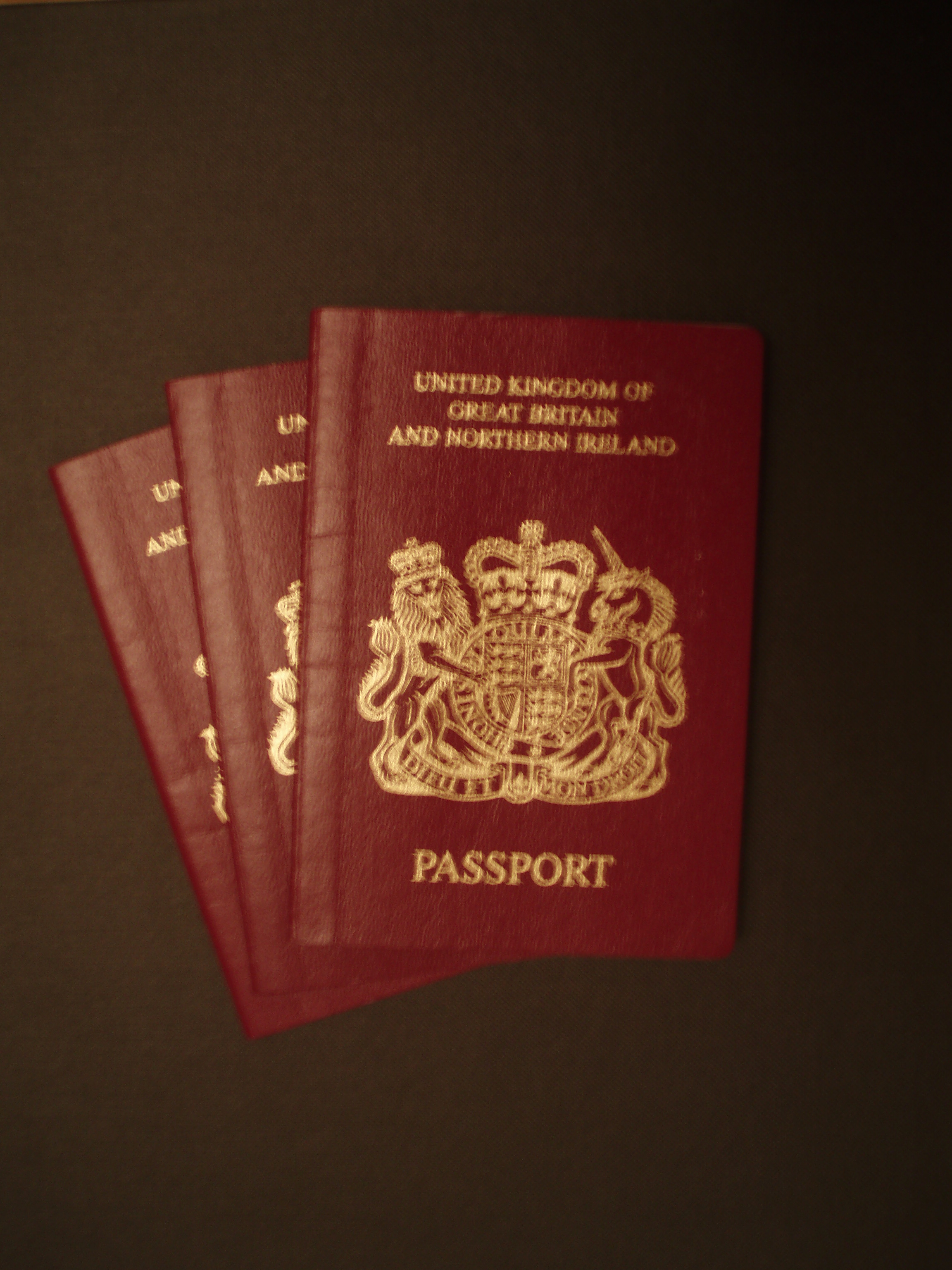
英國國民（海外）護照

至於台灣方面，只有持英國公民身份的華人才獲承認，而持英國國民（海外）身份的華人則不獲承認。英國國民（海外）及香港特區護照持有人前往台灣都需要申請入臺證，但英國公民則可享免簽證待遇。
現時英國國民（海外）未被批准參與美國的免簽證計劃（Visa Waiver Program）。根據2011年財政年度，經調整後，在所有申請美國B-簽證（包括B1、B1/B2、B2）的英國國民（海外）護照持有人當中，有3.6%申請失敗 。這個數字未符合計劃所要求的3%或以下的目標，而香港特區護照在同一財政年度的申請失敗比率則為3.9%。另外，美國政府的「香港互惠」協議同時適用於英國國民（海外）護照及香港特區護照，但是美國政府的「英國互惠」協議則不適用於英國國民（海外）護照。由於統計理由，英國國民（海外）護照在美國簽證系統中，地區代號被標示為「HOKO」，至於香港特區護照及香港特區的簽證身份書，地區代號則是「HNK」。但英國國民（海外）護照持有人前往關島可享免簽證待遇，而从2009年11月28日起，美国政府给予香港特区护照持有人赴关岛享45天免签证的待遇。
英國國民（海外）護照亦合資格申請澳洲的電子旅遊簽證，惟有關申請不可於網上進行。
有關英國國民（海外）護照持有人的資料最初由殖民地時候的香港人民入境事務處負責收集及管理。有關資料的管理已交由香港區域護照處理中心負責。這些資料都是以名稱存取的 。
自1997年4月至2006年年底期間，包括續領及補領在內，英國政府一共發出了794,457本英國國民（海外）護照。截止2007年5月為止，估計有260萬名合資格人士沒持有有效的英國國民（海外）護照，而具英國國民（海外）身份的人則有340萬名。

### 1990年英國國籍（香港）法令
在1989年六四事件以後，香港人對前途信心跌至低點。在信心危機下，移民潮步入高峰，而人才的嚴重外流，也使香港經濟備受困擾，時任行政局議員鄧蓮如女男爵曾公開懇求英國，不要把英國子民轉讓予一個「毫不猶疑地以坦克和武力鎮壓人民的政權」（A regime that did not hesitate to use its tanks and forces on its own people）。為了挽回信心，不少港人呼籲英國政府給予香港的英國屬土公民完全的英國公民身份，但有關要求從未獲得接納。不過，有鑑於香港作為一個人民無權自決前途的英國屬土，為履行英國對香港特別的道義責任，英國同意推出一個英國國籍甄選計劃（俗稱「居英權計劃」），容許部份港人透計劃取得居英權，以阻止香港人才的進一步外流，和設法挽回港人的信心。
根據英國後來制定的《1990年英國國籍（香港）法令》，英國將向50,000個對香港前途具重要性的家庭提供英國公民身份，所有合資格的家庭經由香港總督推薦，然後再由英國內務大臣進行登記。所有成功參與此計劃的人士都喪失英國屬土公民身份；然而，如果他們具有英國國民（海外）身份的話，有關身份可獲保留。此計劃已經於1997年6月30日後停止進行登記。

### 1996年香港（軍人妻子及遺孀）法令
依據《1996年香港（軍人妻子及遺孀）法令》，任何婦女，如果其丈夫或先夫曾經在第二次世界大戰時參與香港保衛戰，擔當守軍，即可獲國務大臣保證合資格到英國定居，並取得英國公民身份。惟她們必須符合額外兩個條件：
- 她是香港居民
- 她沒有再婚

法令中，沒有規定申請人需具備何種英國國籍。另外，法令又表示，任何透過此法令登記成英國公民的婦女，其英國公民身份「並非透過血統取得」（otherwise than by descent）。

### 1997年英國國籍（香港）法令
除了佔絕大多數的英籍華人以外，香港其實還有一批擁有英國國籍的少數族裔。這批人士主要具有尼泊爾、印度及巴基斯坦血統。在香港主權移交至中華人民共和國以後，由於他們沒有中國血統，因此他們將不會被自動接納成中華人民共和國公民。儘管他們將可繼續擁有英國國籍，但這個國籍並不等於有居英權或居港權，同時又不具備資格申請中華人民共和國國籍，結果他們很大機會成為無國籍人士。當時英國工黨的影子內政大臣施仲宏曾經在1997年1月30日致函時任內政大臣夏偉明，他在信中指出：「在常識及基本人道之下，我們應該向這類人士給予完全的英國公民身份。他們將發現，中、英雙方達成的協議，在7月將直接使他們陷於被遺忘的境況」。 （页面存档备份，存于）。
香港的少數族裔請願要求取得完全的英國公民身份，事件引起了英國國會兩院、香港立法局代表、港督彭定康、外相聶偉敬、下議院外交事務專責委員會、兩名前港督及一名曾負責香港事務的前官員關注。在各方壓力下，時任首相馬卓安在1997年1月27日至1月31日與內政大臣夏偉明就事件進行討論。儘管夏偉明對有關建議堅決反對，但內閣大多數閣僚則持相反態度，最後在1997年2月4日，夏偉明終在下院宣告將向香港的英籍少數族裔人士給予具有居英權的英國公民身份。鑑於這類人士的國籍身份在1997年6月30日以後可能處於不明狀態，後來生效的《1997年英國國籍（香港）法令》表示，這類人士可以在1997年7月1日或以後才作出有關的申請。

## 主權移交以後
《中華人民共和國國籍法》自1997年7月1日起正式適用於香港，憑香港關係取得的英國屬土公民身份亦自當日起失效，亦不能恢復。1984年12月19日簽署的《中英聯合聲明》，在其後送交英方的中方備忘錄中，中國外交部指出根據中國國籍法「所有香港中國同胞，不論其是否持有『英國屬土公民護照』，都是中國公民」。1990年波斯灣戰爭爆發時，在科威特的一名持有英國屬土公民護照的香港華商，獲得中國大使館開出證明為中國公民，並且協助撤出。1996年5月15日的第八屆全國人民代表大會常務委員會第19次會議中，有關當局亦對《中華人民共和國國籍法》在香港的實施作出解釋。其中，是次會議通過，凡具有中國血統的香港居民，不論是否同時擁有其他國家的公民或國籍身份，都將自動加入中國公民的身份，因此《中華人民共和國國籍法》的第九条並不適用。
由於中華人民共和國官方上只承認其國民的中國公民身份，中國公民即使擁有任何英國或其他外國護照，都不予承認，因此中國公民不可以在中華人民共和國領土內享有相關的領事保護。至於英國方面，英國政府從來沒有限制國民擁有雙重國籍。

### 2002年國籍、入境與庇護法令
自《2002年英國海外領土法令》通過以後，原本在《1981年國籍法令》制定的「英國屬土」字眼改為「英國海外領土」。這條法令並不適用於香港，而隨後的《2002年國籍、入境與庇護法令》更在第14章表明，任何人士均不可憑香港的關係登記成為英國海外領土公民。

### 少數族裔
在2006年2月，英國當局宣佈，有600名來自香港，並具印度血統的少數族裔兒童申請英國公民身份時，曾遭錯誤地拒絕受理，而這600宗申請都是在1997年7月以後陸續提出的。對於有關的錯誤拒絕受理個案，英國政府同意，只要有關申請人願意，當局會重新考慮有關的申請，而且申請費用全免。
而自從印度政府修改《1955年印度公民身份法令》後，公民身份不再透過出生時以血統關係自動取得。這項修正促使部分在2004年12月3日以後於香港出生的印度裔兒童，只要在出生時父或母一方具有英國國民（海外）或英國海外公民身份，他們皆可循《1986年香港（英國國籍）令》第6（2）或6（3）款，自動成為英國海外公民，從而避免成為無國籍人士。這類人士如果在出生以後仍然未能取得任何國籍身份，他們將有資格申請成為英國公民，並擁有居英權。
另一方面，由於尼泊爾政府在2006年對尼泊爾國籍法作出澄清，使到不少在香港出生，而同時未能在21歲前放棄英國國籍的尼泊爾人，都會因為喪失尼泊爾公民身份而成為英國人。為此，英國政府已作出相應行動，准許部份在1976年6月30日以前生於香港的尼泊爾護照持有人成為英國海外公民。這類人士如果願意的話，更可隨時申請登記成為英國公民，並取得居英權。
在2008年9月30日，倫敦的高等法院裁定，1997年香港主權移交以前退役的踞喀兵可獲得英國居留權，這意味有大約2,000名居於香港或尼泊爾的退伍踞喀兵可成為英國公民，有輿論認為有關裁決「糾正了一個重大錯誤」。至於在此以前，由於踞喀兵基地在1997年以後才由香港遷往英格蘭的肯特郡，因此英國政府一直容許1997年後退役的踞喀兵才可成為英國公民。

### 2020年BNO5+1公民簽證
全國人大頒佈《中華人民共和國香港特別行政區維護國家安全法》後，2020年5月5日，英國外相多米尼克·拉布在記者會回應中國政府推動《全國人民代表大會關於建立健全香港特別行政區維護國家安全的法律制度和執行機制的決定》及中國當局正在秘密草擬《港區國安法》的消息時，多米尼克·拉布表明若中國不中止設立《港區國安法》，英國將修改BNO持有人的入境條件，由免簽證入境境英國6個月延長至12個月，可在英國工作及學習，並可延長逗留期，為取得英國公民身份鋪路。英國前外相傑瑞米·杭特表示，英國是唯一與中國就香港簽署具有國際約束力協議的國家，中國在1984年簽署的《中英聯合聲明》承諾給予香港高度自治，因此英國對香港有特別的責任，必須聯繫國際社會要求中國政府信守對香港的承諾。
2020年6月3日，英國首相鮑里斯·強森分別在英國《泰晤士報》與香港《南華早報》刊登署名文章，批評中國政府通過《港區國安法》屬於「顯著侵蝕」香港自治權，屆時英國將「別無選擇」，必須「捍衛深厚的歷史淵源與友誼」。強森在文章明確提到，如果中國堅持頒布《港區國家安全法》，英國政府將延長BNO持有人在英國的逗留期及賦予工作權（right to work），提供定居英國的途徑。
2020年6月12日，英國內政大臣普莉提·巴特爾致函英國首相強森，建議將BNO護照入境英國的期限延至5年及開放工作權，並可於居住5年後申請无限期居留（ILR），再於1年後登記成為英國公民。
2020年7月1日，英國首相強森在人大常委會秘密草擬的《港區國安法》正式生效後，在英國下議院譴責中國政府制定並實施《港區國安法》明顯嚴重違反《中英聯合聲明》，強森表示「這損害了香港的高度自治，與《香港基本法》有直接衝突。 該法威脅了《中英聯合聲明》保障的自由和權利。」英國外相藍韜文表示，英國政府在《港版國安法》的內容公開後經過「仔細研究」，認定條文「侵犯香港自治」，對香港人的自由構成「直接威脅」，這表明中國「沒有信守對香港人的承諾」，但是英國將「信守我們的承諾」，因此英國將著手修改入境法規，符合申請英國國民（海外）護照（BNO）的香港人及其家屬，將可在英國居住5年，期間可讀書或工作，5年後可以申請定居，再居住12個月後申請成為英國公民。內政大臣普莉提·巴特爾於7月22日公布居留簽證於2021年1月起接受申請。

### 高仕文之英國國籍檢討報告
前英格蘭及威爾斯檢察總長高仕文勳爵（Lord Goldsmith）在2008年發表的英國國籍檢討報告（Citizenship Review）中對於英國國民（海外）作為英國國籍分類之一種，作出了明確的檢討。他指出，英國國民（海外）這種國籍分類在英國國籍法的歷史發展中是「異常」（anomalous）的，但他仍傾向保留這種國籍分類而不是取消它。首先，在政治現實上，若不做任何具體意義的配套措施，例如賦予英國國民（海外）完整之英國公民身份，並取消英國國民（海外）是無法被允許的。其次，給予英國國民（海外）完整的英國公民身份，將違背在1984年中英兩國所簽訂的《中英聯合聲明》。英國政府之後便一直引用「高仕文報告」，以自動授予英國國民（海外）居留權便會違反《中英聯合聲明》為理由，拒絕檢討英國國民（海外）的權利。
高仕文勳爵在2020年2月向英國內政部和英國外交及聯邦事務部發信，指出英國當局長期錯誤地引用「英國國籍檢討報告」中對英國國民（海外）論述，有關給予英國國民（海外）居留權會違反《中英聯合聲明》的論述並非出自他本人的法律意見，他反而認為英國當局可增加英國國民（海外）的權利。高仕文勳爵表示《中英聯合聲明》本身並沒有提及英國屬土公民與英國國民（海外）的地位，而香港的英國屬土公民在將來的英籍身份，只在作為《中英聯合聲明》附件的英方備忘錄有提及，但中國政府並未有同意及簽署英方備忘錄，不能對英國政府在日後採取的措施構成限制，所以為英國國民（海外）擴充權利及提供居留權並不存在法律障礙，要求英國當局停止繼續錯誤地引用他的英國國籍檢討報告。英國政府御用大律師佛朗斯曼（Laurie Fransman）指出即使給予英國國民（海外）護照持有人擁有居留權，並不違反《中英聯合聲明》，執政保守黨議員西利（Bob Seely）和艾哈邁德（Imran Ahmad）率領黨內議員去信內政大臣彭黛玲，促請英國當局釐清給予英國國民（海外）居留權並不存法律障礙，並重新檢視英國國民（海外）的權利。

### 退役華裔英兵移民計劃
2023年3月尾，英國內政部宣佈將於同年第三季起，為香港所有退役華裔英兵及其子女，推出專屬的移民計劃。有關人士經特別申請後，可直接獲授予英國無限期居留資格，住滿五年後可申請成為英國公民。

## 與香港相關的旅行證件
- 香港特區護照
- 英國國民（海外）護照（現只接受續期申請）
- 英國屬土公民護照
- 香港身份證明書（主權移交後停止簽發）
- 簽證身份書
- 香港特別行政區回港證
- 港澳居民來往內地通行證（前往中國內地）

## 延伸閱讀
- 張勇、陳玉田，《香港居民的國籍問題》（香港：三聯書店），ISBN 9620421744。